# Малиновский, Вячеслав Сергеевич
Вячесла́в Серге́евич Малино́вский (укр. В'ячеслав Сергійович Малиновський; Бердянск) — украинский военнослужащий, старший сержант, участник российско-украинской войны. Герой Украины (2025).

## Биография
Родился в городе Бердянск Запорожской области. С июля 2019 года проходит службу в рядах Государственной пограничной службы Украины. С началом полномасштабного российского вторжения выполнял боевые задачи на многих участках фронта. Благодаря его мужеству и профессионализму было уничтожено значительное количество личного состава противника и задержано вражеское продвижение.

## Награды
- Звание «Герой Украины» с удостоением ордена «Золотая Звезда» (2 января 2025) — за личное мужество и героизм, проявленные в защите государственного суверенитета и территориальной целостности Украины, верность военной присяге[1].